# باربارا بريتون
باربارا بريتون (بالإنجليزية: Barbara Britton)‏ هي ممثلة أمريكية، ولدت في 26 سبتمبر 1919 في الولايات المتحدة، وتوفيت في 17 يناير 1980 بنيويورك في الولايات المتحدة بسبب سرطان المعدة.

## أعمال

### أفلام
- (1942) جزيرة ويك

## وصلات خارجية
- باربارا بريتون على موقع IMDb (الإنجليزية)
- باربارا بريتون على موقع ألو سيني (الفرنسية)
- باربارا بريتون على موقع أول موفي (الإنجليزية)
- باربارا بريتون على موقع قاعدة بيانات برودواي على الإنترنت (الإنجليزية)
- باربارا بريتون على موقع قاعدة بيانات الأفلام السويدية (السويدية)
- باربارا بريتون على موقع إن إن دي بي (الإنجليزية)
- باربارا بريتون على موقع قاعدة بيانات الفيلم (الإنجليزية)
- باربارا بريتون على موقع كينوبويسك (الروسية)